# Demonax mariae
Demonax mariae là một loài bọ cánh cứng trong họ Cerambycidae.